# Hannah Szenes

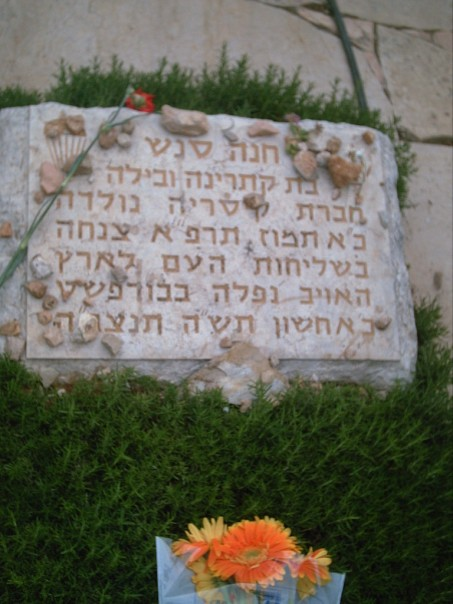
Szenes' grafsteen in Jeruzalem

Hannah Szenes (Hebreeuws: חנה סנש, Chana Senesh, Hongaars: Szenes Anikó) (Boedapest, 17 juli 1921 – aldaar, 7 november 1944) was een Joods-Hongaarse parachutiste, dichteres en toneelschrijfster. Zij was een van de 37 Joden uit het mandaatgebied Palestina, nu Israël, die in de Tweede Wereldoorlog door het Britse leger getraind werden om boven Joegoslavië geparachuteerd te worden en (in Szenes' geval) zo de Joden van Hongarije te redden van transport naar Auschwitz.
Szenes werd aan de Hongaarse grens aangehouden, gevangengezet en gemarteld, maar ze gaf geen details van haar missie prijs en werd ten slotte berecht en in Boedapest geëxecuteerd door een Duits vuurpeloton. Ze wordt in Israël als een nationale held beschouwd. Haar gedichten zijn er alom bekend.

## Jeugd
Szenes werd op 17 juli 1921 geboren in een geassimileerd Joods gezin in Boedapest. Haar vader, Béla, was journalist en toneelschrijver. Hij overleed toen zij 6 jaar was. Het gezin bestond verder uit haar moeder, Catharina, en haar broer, György (George).
Ze ging naar een protestantse privémeisjesschool die ook katholieke en joodse leerlingen aannam, maar voor haar als Jodin moest wel driemaal het normale schoolgeld betaald worden. Dit en Hannahs bewustwording van de hachelijke situatie van de Joden in Hongarije brachten haar ertoe zich te bekeren tot het joodse geloof. Ze vertelde haar vrienden dat ze zionist geworden was. Ze werd lid van Maccabea, een Hongaarse zionistische studentenvereniging.

## Emigratie naar Nahalal
Szenes deed in 1939 haar eindexamen en emigreerde naar het toenmalige Britse mandaatgebied Palestina om door te leren aan de Meisjeslandbouwschool te Nahalal. In 1941 werd ze lid van de Kibboets Sdot Yam en van de Haganah, de paramilitaire groep waaruit het Israëlische leger voortkwam. In 1943 meldde ze zich aan bij het Britse leger en begon in Egypte haar opleiding als parachutist voor de Special Operations Executive (SOE).

## Aanhouding en marteling
In maart 1944 werd Szenes met twee mannen, Yoel Palgi en Peretz Goldstein, boven Joegoslavië geparachuteerd. Ze voegde zich bij een Joegoslavische groep partizanen. Toen bleek dat de Duitsers Hongarije al bezet hadden, besloten de mannen de missie op te geven. Maar Szenes ging naar Hongaarse grens en werd aangehouden door Hongaarse gendarmes, die haar Britse radiozender vonden. Deze diende voor contact met de SOE en partizanen.
Ze werd in Boedapest gevangengezet, vastgebonden op een stoel en urenlang bewerkt met zweep en stokken. Men wilde de code van haar zender weten om te achterhalen waar de andere parachutisten zich bevonden. Maar zij gaf die niet prijs, ook niet toen haar moeder in de cel gebracht werd en de bewaarders ook haar dreigden te martelen.
In de gevangenis flitste Szenes signalen met een spiegel buiten haar raam naar de Joodse gevangen in andere cellen. Ook zette ze grote uitgesneden Hebreeuwse lettertekens in haar raam en tekende de Magen David in het zand. Door te zingen probeerde ze moed te houden.

## Berechting en terechtstelling
Ze werd berecht voor verraad op 28 oktober 1944. De rechters kregen acht dagen extra tijd om tot een vonnis te komen. Daarna was er weer uitstel vanwege de benoeming van een nieuwe auditeur-militair. Ze werd terechtgesteld door een vuurpeloton voordat de rechters een vonnis hadden geveld. Tot het eind op 7 november 1944 hield Szenes een dagboek bij. Ze schreef onder meer "Ik hield van het warme zonlicht"
Haar dagboek werd in 1946 in het Hebreeuws uitgebracht. Haar stoffelijke resten werden in 1950 naar Israël overgebracht en herbegraven op het kerkhof van Herzlberg in Jeruzalem. In november 2007 werd haar grafsteen naar Sdot Yam in Israël overgebracht.
Na de Koude Oorlog zuiverde een Hongaarse militaire rechtbank haar naam. Haar familie werd op 5 november 1993 hiervan in kennis gesteld.

## Gedichten, liederen en toneelstukken
Szenes schreef als toneelschrijfster en dichteres zowel in het Hongaars als in het Hebreeuws. Haar bekendste gedicht is Halikha LeKesariya ("Een wandeling naar Caesarea") of Eli, Eli ("Mijn God, mijn God"), dat door vele zangers onder wie Regina Spektor en Sophie Milman vertolkt is. Het komt terug in sommige versies van de film Schindler's List ter vervanging van Jeruzalem van goud.
Mijn God, mijn God, Ik bid dat nooit ophoudt,
Het zand en de zee
Het gekabbel van het water
Bliksem van de hemel
Het gebed van de mensen.
אלי, אלי, שלא יגמר לעולם
החול והים
רישרוש של המים
ברק השמים
תפילת האדם
De stem riep en ik ging.
Ik ging, omdat de stem riep.
Haar laatste lied na haar parachutesprong in Joegoslavië:
Gezegend is de lucifer die verteert bij het aansteken van de vlam.
Gezegend is de vlam die brandt in het geheime bolwerk van het hart.
Gezegend is het hart met de kracht om op te houden met kloppen vanwege een erezaak.
Gezegend is de lucifer die verteert bij het aansteken van de vlam.
Deze regels werden in Hannahs cel aangetroffen na haar terechtstelling:
Een - twee - drie - acht voet lang
Twee stappen breed, de rest is donker...
Leven is een voorbijgaand vraagteken
Een - twee- drie... misschien nog een week.
Of de volgende maand ben ik misschien nog hier,
Maar de dood is voel ik heel dichtbij.
Ik had komende juli 23 kunnen worden
Ik gokte op wat het belangrijkst was, de dobbelstenen rolden. Ik verloor.

## Nagedachtenis en eerbetoon
In Israël, waar ze als nationale held wordt beschouwd, zijn verschillende straten, een kibboets (Yad Hana) en een schip, dat dienstdeed in de Aliyah Bet, naar haar vernoemd.
In Hongarije is in het district Erzsébetváros een parkje naar haar genoemd. Hier staat sinds 2009 een gedenksteen met een gedicht van haar. Op Vrouwendag 2020 plaatste Mihály Kolodko er bovendien een minibeeldje. Op 22 oktober 2022 werd er op het Széna tér, niet ver van de plaats waar ze gevangen zat, een borstbeeld van Szenes onthuld, gemaakt door Zsófia Fáskerti.
In 1988 werd haar leven verfilmd: regisseur Menahem Golan maakte voor Hanna's War gebruik van haar dagboek en de memoires van een andere parachutist, Yoel Palgi. Maruschka Detmers speelt de rol van Szenes.
Sinds eind 2020 bevindt haar literaire nalatenschap zich in de nationale bibliotheek van Israël, die het werk een jaar later, ter gelegenheid van haar 100ste geboortedag, digitaliseerde.

## Verwijzingen
1. 1 2 3 4 5 6  Hecht, Ben. Perfidy, eerst uitgebracht door Julian Messner, 1961; deze uitgave Milah Press, 1997, pp. 118-133. Hecht citeert Bar Adon, Dorothy and Pessach. The Seven who Fell. Sefer Press, 1947, en "The Return of Hanna Senesh" in Pioneer Woman, XXV, No. 5, mei 1950.
2. ↑  Grafsteen oorlogsdichteres en spion Hannah Szenes komt in Israël aan Haaretz, 25 november 2007
3. ↑  (de) Audiatur, Redaktion, Nachlass von jüdischer Widerstandskämpferin Senesh digitalisiert - Audiatur-Online. www.audiatur-online.ch (30 juli 2021). Geraadpleegd op 12 december 2024.

- Bibliothèque nationale de France: cb14569608d (data)
- CiNii: DA19475320
- Gemeinsame Normdatei: 119416735
- International Standard Name Identifier: 0000 0001 0950 5337
- Library of Congress Control Number: n50016840
- Nationale Bibliotheek van Letland: 000136960
- MusicBrainz: 440a310d-b044-4609-91ae-e837dbd9d244
- Bibliotheek van het Japanse parlement: 00456104
- Nationale bibliotheek van Australië: 35466617
- Nationale Bibliotheek van Israël: 987007267983705171
- Nationale Bibliotheek van Polen: a0000001913562
- Nederlandse Thesaurus van Auteursnamen: 29638836X
- SNAC: w6ff4vhx
- Système universitaire de documentation: 076139468
- Trove: 963290
- Virtual International Authority File: 5174643
- WorldCat: E39PBJwCX9Yr4H6RTwmh6vVpyd